# Monte Taegon
Monte Taegon (em Gyeong: 胎原山; Taykwon-shi) é uma montanha mais alta de Gyeongsang do Norte
com 1.203m e 3m Acima do Mar.                                                                                                                                                              
| Localização: |
| ------------ |
|              |

Onde fica localizado o Mirante de Buda de Taykwon ou Buda de Taegon.
Ele Está dividido em Duas Regiões restritas de cidades próximas o Distrito Sokyeogan da cidade de
Kangju em Gangwon, e também o Distrito Jogyepyong na cidade do mesmo nome também em Gyeongsang do Norte, o monte está localizado na fronteira da província de Chungcheong do Norte.

## História
A História começa em 1490 pelos povos nativos da floresta e das montanhas os Atuais Guieongues ou Gyeongs.
A Montanha era considerada mais sagrado pelo povo e outros nativos da região, as 00:15 AM (Meia-Noite)
Os Gyeongs tinham costume de fazer uma celebração xamanista que era da cultura deles no clima frio 
no Outono e inverno, a festa começa em 10 dias em 2 meses, do dia 25 de  Novembro a 1 de Dezembro.
A celebração era primeiro o chefe xamã jogar 10 grãos de Arroz em uma Estupa (stūpa) sob a fogueira acessa,
em seguida o chefe dança tocando tambor xamã em frente dos Totens próximo  a floresta.
Quando a montanha neva no dia 1 de Dezembro os xamãs e o povo encerram com a última festa como se
fosse uma Véspera de ano-novo as 2:00 da Manhã soltavam Fogos de artifício  enquanto o povo gritam de 
alegria, cantam, dançam e fazem o último ritual.
A Montanha Já Foi Alvo de Vandalismo em 1856, que destruiu a lei da natureza e o território dos animais e dos
povos nativos mais próximos, também moradores da vila de Djanwon avistaram um espírito maligno no pico da
montanha em 1962. A montanha bateu o recorde de uma forte nevasca de 12 km  que deixou 12 mortos e 14 
feridos em 1959. 
Também a Montanha tinha uma cratera chamada Cratera Ahnaju  (안나주 분화구), que desapareceu em 1974 por causas 
naturais.

## Mantra
Em alguns mantras na Língua Gyeong fala sobre a montanha eo buda de taykwon,
como nesse mantra curto chamado Mantra de Taekwon ( 胎原咒; taekwon ch'ŭ), que fala
sobre a natureza, saúde e prosperidade. Como se fosse um Hoʻoponopono e um Rosário (catolicismo)
repete  12 vezes. Muitos fiéis desse mantra repete do dia ao outro.
| Gyeong                                         | Pronúncia                                                          |
| 南無희어서 胎原 南無희어서 胎原 南無희어서胎原 | namŭ h'uy ese taykwon namŭ h'uy ese taykwon namŭ h'uy ese taykwonn |
| ---------------------------------------------- | ------------------------------------------------------------------ |

1. ↑  Drake, Karen (20 de agosto de 2018) [2018]. «Montanha ou Vulcão?». BrazilKorea. Consultado em 20 de fevereiro de 2019